# Панчеха, Ульяна Петровна
Ульяна Петровна Панчеха (1919 — неизвестно, село Нетайлово, Донецкая область, Украинская ССР) — птичница племенного птицеводческого завода имени Чкалова Ясиноватского района Донецкой области, Украинская ССР. Герой Социалистического Труда (1966).

## Биография
Родилась в 1919 году в крестьянской семье в одном из населённых пунктов современной Днепропетровской области. С раннего возраста трудилась в сельском хозяйстве. В послевоенное время — птичница племенного птицеводческого завода имени Чкалова в селе Нетайлово Ясиноватского района. Ежегодно показывала высокие трудовые результаты.
По итогам работы в годы Семилетки (1959—1965) заняла передовое место в социалистическом соревновании среди птицеводов Донецкой области. Указом Президиума Верховного Совета СССР от 22 марта 1966 года удостоена звания Героя Социалистического Труда за «достигнутые успехи в развитии животноводства, увеличении производства и заготовок мяса, молока, яиц, шерсти и другой продукции» с вручением ордена Ленина и золотой медали «Серп и Молот» (№ 10092).
В последующие годы продолжала показывать выдающиеся трудовые результаты в птицеводстве. По итогам Восьмой пятилетки (1966—1970) заняла передовое место в социалистическом соревновании среди птичниц, уступив Галине Ивановне Диденко.
После выхода на пенсию проживала в селе Нетайлово. С 1969 года — персональный пенсионер союзного значения. Дата смерти не установлена.

## Награды
- Герой Социалистического Труда
- Орден Ленина
- Медаль «За трудовую доблесть» — дважды (26.02.1958; 28.05.1960)